# Kassina mertensi
Kassina mertensi är en groddjursart som beskrevs av Laurent 1952. Kassina mertensi ingår i släktet Kassina och familjen gräsgrodor. IUCN kategoriserar arten globalt som otillräckligt studerad. Inga underarter finns listade i Catalogue of Life.